# Morenkop (due)
 For alternative betydninger, se Morenkop. (Se også artikler, som begynder med Morenkop)
Morenkop er en hvid due med sort hoved og sort hale.
| Dyr | Spire Denne artikel om dyr er en spire som bør udbygges. Du er velkommen til at hjælpe Wikipedia ved at udvide den. |